# Liste von Flugzeugen der Royal Canadian Air Force
Diese Liste enthält sämtliche Flugzeuge die bei der Royal Canadian Air Force (1924–1968), den Canadian Armed Forces (1968–1975) und dem Canadian Forces Air Command (1975 – heute) in Dienst standen bzw. stehen. Bis 1947 wurden die Flugzeugtypen mit Namen gekennzeichnet (RAF-Style), später mit Kennnummern (USAF-Style).

## RAF-Style (bis 1947)
- Airspeed Horsa
- Airspeed Oxford
- Armstrong Whitworth Atlas
- Armstrong Whitworth Siskin
- Auster AOP Verbindungs- und Beobachtungsflugzeug
- Auster Taylorcraft
- Avro 504
- Avro 616
- Avro 621
- Avro 626
- Avro Anson
- Avro Lancaster
- Avro Lincoln
- Avro Viper
- Avro Wright
- Barkley-Grow T8P-1
- Beechcraft Expeditor
- Beechcraft T-34 Mentor
- Bellanca Pacemaker
- Blackburn Shark
- Boeing 247D
- Boeing B-17 Flying Fortress
- Bristol Beaufort
- Bristol Blenheim
- Bristol Fighter
- Bristol 170 Freighter
- Canadian Vickers Vancouver
- Canadian Vickers Vanessa
- Canadian Vickers Varuna
- Canadian Vickers Vedette
- Canadian Vickers Velos
- Canadian Vickers Vigil
- Canadian Vickers Vista
- Cessna Crane 1
- Consolidated Liberator
- Consolidated Canso
- Consolidated Catalina
- Consolidated Courier
- Consolidated Privateer
- Curtiss HS-2L
- Curtiss Canuck
- Curtiss Kittyhawk
- Curtiss Seamew
- Curtiss Tomahawk
- Curtiss-Reid Rambler
- de Havilland Chipmunk
- de Havilland DH.4
- de Havilland DH.9a
- de Havilland DH.90 Dragonfly
- de Havilland DH.83 Fox Moth
- de Havilland DH.75 Hawk Moth
- de Havilland DH.87 Hornet Moth
- de Havilland DH.98 Mosquito
- de Havilland DH.60 Moth
- de Havilland DH.80 Puss Moth
- de Havilland Sea Hornet
- de Havilland DH.82 Tiger Moth
- de Havilland DH.100 Vampire
- Douglas Boston
- Canadair C-5
- Canadair Northstar
- Douglas Dakota
- Douglas Digby
- Douglas O-2BS
- Fairchild FC-2 Razorback
- Fairchild 51
- Fairchild 71
- Fairchild Argus
- Fairchild Cornell
- Fairchild KR-34
- Fairchild Super 71
- Fairey Albacore
- Fairey Battle
- Fairey IIIC
- Fairey Swordfish
- Fleet Fawn
- Fleet Finch
- Fleet Fort
- Fleet Freighter
- Fokker Super Universal
- Ford AT-5 Trimotor
- General Aircraft Hotspur
- Gloster Meteor
- Grumman Goblin
- Grumman Goose
- Handley Page Hampden
- Handley Page Harrow
- Hawker Audax
- Hawker Hart
- Hawker Hind
- Hawker Hurricane
- Hawker Tempest
- Hawker Tomtit
- Keystone Puffer
- Lockheed 212
- Lockheed Electra
- Lockheed Hudson
- Lockheed Lodestar
- Lockheed Ventura
- Martin Baltimore
- Martinsyde F6
- Noorduyn Norseman
- North American Mitchell
- North American Harvard
- North American NA-26
- North American NA-44
- North American Yale
- Northrop Delta
- Northrop Nomad
- North American Mustang
- Percival Prentice
- Pitcairn Mailwing
- Schweizer 2-33
- Scott SE-5a
- Sikorsky H-5
- Sopwith Camel
- Sopwith Snipe
- Stearman Kaydet
- Stinson Voyager (Modell 105)
- Supermarine Spitfire
- Supermarine Stranraer
- Supermarine Walrus
- Vickers Viking
- Waco AQC-6
- Waco CG-15
- Waco Hadrian
- Waco PG-2A
- Westland Lysander
- Westland Wapiti

## USAF-Style (ab 1947)
- CIM1-10B BOMARC Flugabwehrrakete
- CL-13 Sabre Jagdflugzeug
- CF-100 Canuck Abfangjäger
- CF-101 Voodoo Abfangjäger
- CT-102 VIP-Transportflugzeug (Entwicklung abgebrochen)
- CF-103 Abfangjäger (Entwicklung abgebrochen)
- CF-104 Starfighter Jagdflugzeug
- CF-105 Arrow Abfangjäger
- CC-106 Yukon Transportflugzeug
- CP-107 Argus Seeüberwachungs- und U-Jagdflugzeug
- CC-108 Caribou STOL-Transportflugzeug
- CC-109 Cosmopolitain Transportflugzeug
- CSR-110 Albatross Such- und Rettungsamphibienflugboot
- CT-111 Firefly Schulflugzeug
- CH-112 Nomad Schul- und Beobachtungshubschrauber
- CH-113 Labrador Transporthubschrauber
- CT-114 Tutor Jet-Trainer
- CC-115 Buffalo STOL-Transportflugzeug
- CF-116 Freedom Fighter Jagdflugzeug
- CC-117 Falcon VIP-Transporter
- CH-118 Iroquois Transporthubschrauber
- CC-119 Flying Boxcar Transportflugzeug
- CO-119 Bird Dog Verbindungs- und Beobachtungsflugzeug
- CT-120 Chipmunk Anfängerschulflugzeug
- CP-121 Tracker Seeüberwachungs- und U-Jagdflugzeug
- CP-122 Neptune Seeüberwachungs- und U-Jagdflugzeug
- CSR-123 Otter STOL-Mehrzwecktransportflugzeug
- CH-124 Sea King Such- und Rettungshubschrauber und U-Bootjagdhubschrauber
- CH-125 Transporthubschrauber
- CH-126 Transporthubschrauber
- CH-127 Transporthubschrauber
- CT-128 Expeditor Mehrzwecktransporter und Navigationstrainer
- CC-129 Dakota Transportflugzeug
- CC-130 Hercules Transportflugzeug
- CX-131 VSTOL-Experimentalflugzeug
- CC-132 Dash 7 Transportflugzeug
- CT-133 Silver Star Fortgeschrittenenschulflugzeug
- CT-134 Musketeer Anfängerschulflugzeug
- CH-135 Twin Huey Transporthubschrauber
- CH-136 Kiowa Leichter Aufklärungs und Mehrzweckhubschrauber
- CC-137 Transport- und Tankflugzeug
- CC-138 Twin Otter leichtes STOL-Transportflugzeug
- CH-139 Jet Ranger Schul- und Mehrzweckhubschrauber
- CP-140 Aurora Seeüberwachungs- und U-Jagdflugzeug
- CP-140A Arcturus Seeüberwachungs- und Trainingsflugzeug
- CT-142 DHC-8 Navigationstrainer
- CH-143 Mehrzweckhubschrauber
- CC-144 Challenger VIP-Transporter, Navigationstrainer und ELINT-Aufklärer
- CT-145 Super Kingair leichtes Mehrzwecktransportflugzeug
- CH-146 Griffon Mehrzweckhubschrauber
- CH-147F und CH-47D Chinook Transporthubschrauber
- CH-148 Cyclone/Petrel U-Bootjagdhubschrauber
- CH-149 Cormorant Such- und Rettungshubschrauber und U-Bootjagdhubschrauber
- CC-150 Polaris Transportflugzeug
- CT-155 Hawk Fortgeschrittenenschulflugzeug
- CT-156 Harvard II Schulflugzeug
- CC-177 Globemaster III Transportflugzeug
- CH-178 Mehrzwecktransporthubschrauber für den Einsatz in Afghanistan
- L-182 Verbindungsflugzeug[1][2]
- CF-188 Hornet Multirollenkampfflugzeug